# Lista dos 50 maiores arremessadores da MLB em shutouts

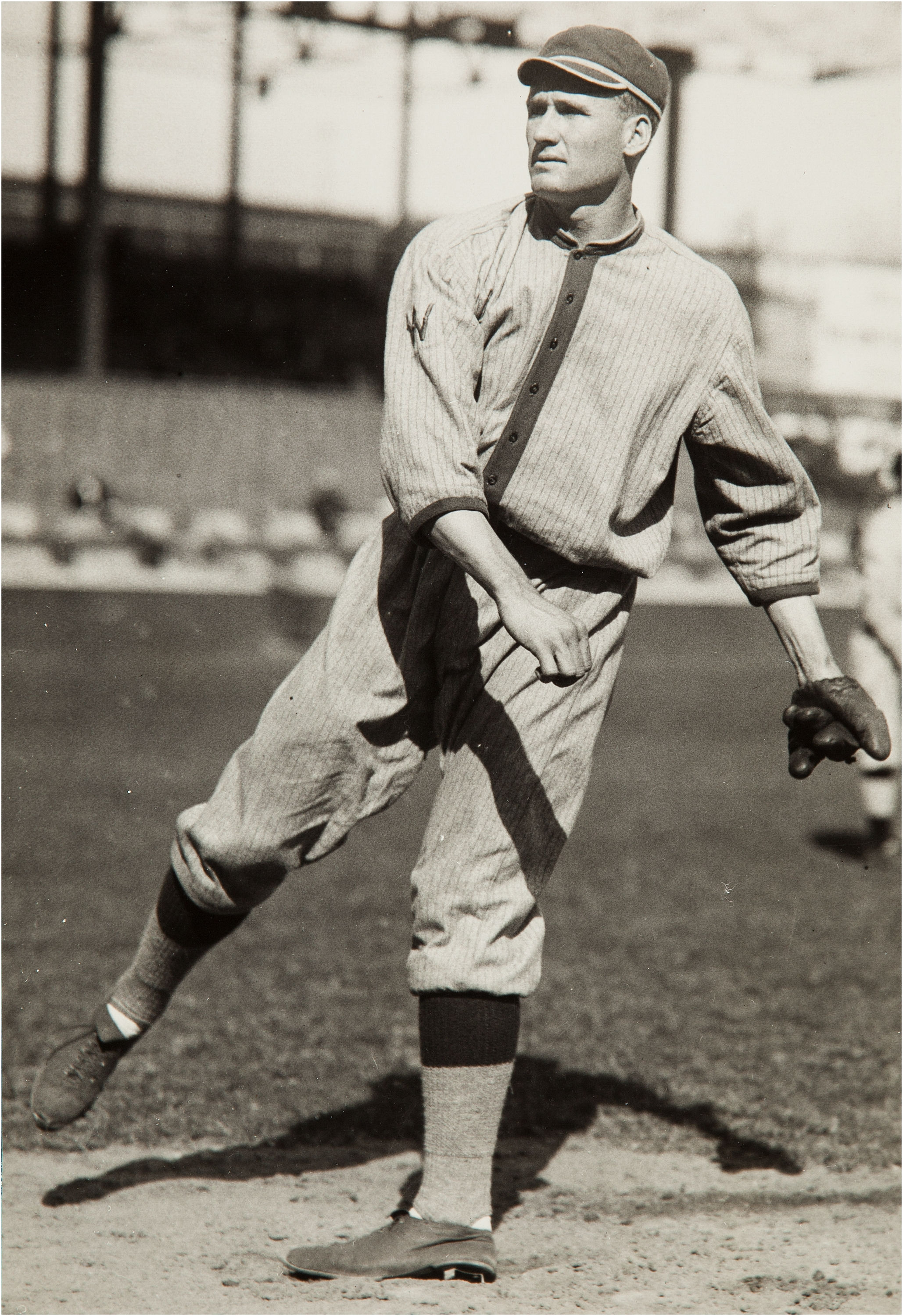
Walter Johnson, o líder geral em shutouts.

Na Major League Baseball, um shutout (denotado como ShO ou SHO) se refere ao ato em que apenas um arremessador joga uma partida completa e não permite ao time adversário anotar nenhuma  corrida. Se dois ou mais arremessadores se combinam para completar o jogo, nenhum arremessador é recompensado com um shutout em suas estatísticas, embora o time em si possa ser citado como tendo conseguido um  "shutout".
Walter Johnson é o líder em todos os tempos em shutouts com 110. Johnson também detém o recorde de ser o único arremessador a conseguir mais de 100 shutouts.

## Campo
| Posição | Posição entre os líderes em shutouts. Um campo em branco indica um empate. |
| Jogador | Nome do jogador                                                            |
| SHO     | Total de shutouts na carreira                                              |
| *       | Denota eleito para o National Baseball Hall of Fame.                       |

## Lista
| Posição | Jogador                      | SHO |
| ------- | ---------------------------- | --- |
| 1       | Walter Johnson *             | 110 |
| 2       | Grover Cleveland Alexander * | 90  |
| 3       | Christy Mathewson *          | 79  |
| 4       | Cy Young *                   | 76  |
| 5       | Eddie Plank *                | 69  |
| 6       | Warren Spahn *               | 63  |
| 7       | Nolan Ryan *                 | 61  |
|         | Tom Seaver *                 | 61  |
| 9       | Bert Blyleven *              | 60  |
| 10      | Don Sutton *                 | 58  |
| 11      | Pud Galvin *                 | 57  |
|         | Ed Walsh *                   | 57  |
| 13      | Bob Gibson *                 | 56  |
| 14      | Mordecai Brown *             | 55  |
|         | Steve Carlton *              | 55  |
| 16      | Jim Palmer *                 | 53  |
|         | Gaylord Perry *              | 53  |
| 18      | Juan Marichal *              | 52  |
| 19      | Rube Waddell *               | 50  |
|         | Vic Willis *                 | 50  |
| 21      | Don Drysdale *               | 49  |
|         | Ferguson Jenkins *           | 49  |
|         | Luis Tiant                   | 49  |
|         | Early Wynn *                 | 49  |
| 25      | Kid Nichols *                | 48  |

| Posição | Jogador          | SHO |
| ------- | ---------------- | --- |
| 26      | Roger Clemens    | 46  |
|         | Tommy John       | 46  |
|         | Jack Powell      | 46  |
| 29      | Whitey Ford *    | 45  |
|         | Addie Joss *     | 45  |
|         | Phil Niekro *    | 45  |
|         | Robin Roberts *  | 45  |
|         | Red Ruffing *    | 45  |
|         | Doc White        | 45  |
| 35      | Babe Adams       | 44  |
|         | Bob Feller *     | 44  |
| 37      | Milt Pappas      | 43  |
| 38      | Tommy Bond       | 42  |
|         | Catfish Hunter * | 42  |
|         | Bucky Walters    | 42  |
| 41      | Mickey Lolich    | 41  |
|         | Hippo Vaughn     | 41  |
|         | Mickey Welch *   | 41  |
| 44      | Chief Bender *   | 40  |
|         | Jim Bunning *    | 40  |
|         | Larry French     | 40  |
|         | Sandy Koufax *   | 40  |
|         | Claude Osteen    | 40  |
|         | Ed Reulbach      | 40  |
|         | Mel Stottlemyre  | 40  |